# Alan Green
Pour les articles homonymes, voir Green.
Alan Green, né le 30 octobre 1906 à Pittsburgh en Pennsylvanie et mort le 10 mars 1975, est un publicitaire et un écrivain américain.

## Biographie
De 1928 à 1971, il travaille dans la publicité à New York. Il écrit des nouvelles pour des magazines comme Collier's ou Cosmopolitan dont Beauty on the Beat qui est adapté au cinéma par la Metro-Goldwyn-Mayer.
Avec Julian P. Brodie, il écrit deux romans sous le pseudonyme conjoint de Roger Denbie. Avec sa femme, il écrit sous le pseudonyme de Glen Burn.
Son roman policier What a Body obtient, en 1949, le prix Edgar-Allan-Poe du meilleur premier roman. Ce roman est une critique des méthodes développées par Dale Carnegie et de ce qui allait arriver avec le maccarthysme aux États-Unis dans les années qui suivent sa parution.

## Œuvre
- Beauty on the Beat, 1932, nouvelle
- Death on the Limited, 1933, signé Roger Denbie
- Death Cruises South, 1934, signé Roger Denbie
- Murder to Music, 1934, signé Glen Burn
- How To Do Practically Anything, 1943, signé Alan Jack
- What a Body, 1949, (Un drôle de corps, Série noire no 90, 1951)
- They Died Laughing, 1952
- Mother of Her Country, 1954

## Filmographie
- Loufoque et Cie, adaptation  de sa nouvelle Beauty on the Beat par John Lee Mahin, Manuel Seff et Gladys Hurlbut, réalisé par W. S. Van Dyke en 1936 avec Joan Crawford et Clark Gable
- Nettoyage par le vide, dont il écrit le scénario d’après un roman de Mickey Spillane, réalisé par Victor Saville en 1954 avec Anthony Quinn et Charles Coburn